# 日本の国立大学一覧
国立大学一覧（こくりつだいがくいちらん）は、日本の国立大学の一覧。（　）内は大学本部の所在地を表す（指定国立大学法人又は指定国立大学及び設置者についてはその表記も加える）。2024年10月時点、85大学が存在する。なお、国立短期大学については全て廃止されている。

## 北海道
- 北海道大学（札幌市北区 国立大学法人北海道大学）
- 北海道教育大学（札幌市北区 国立大学法人北海道教育大学）
- 室蘭工業大学（室蘭市 国立大学法人室蘭工業大学）
- 小樽商科大学（小樽市 国立大学法人北海道国立大学機構）
- 帯広畜産大学（帯広市 国立大学法人北海道国立大学機構）
- 北見工業大学（北見市 国立大学法人北海道国立大学機構）
- 旭川医科大学（旭川市 国立大学法人旭川医科大学）

## 東北
青森県
- 弘前大学（青森県弘前市 国立大学法人弘前大学）

岩手県
- 岩手大学（岩手県盛岡市 国立大学法人岩手大学）

宮城県
- 東北大学（宮城県仙台市青葉区 指定国立大学法人 国立大学法人東北大学）
- 宮城教育大学（宮城県仙台市青葉区 国立大学法人宮城教育大学）

秋田県
- 秋田大学（秋田県秋田市 国立大学法人秋田大学）

山形県
- 山形大学（山形県山形市 国立大学法人山形大学）

福島県
- 福島大学（福島県福島市 国立大学法人福島大学）

## 関東
茨城県
- 茨城大学（茨城県水戸市 国立大学法人茨城大学）
- 筑波大学（茨城県つくば市 指定国立大学法人 国立大学法人筑波大学）
- 筑波技術大学（茨城県つくば市 国立大学法人筑波技術大学）

栃木県
- 宇都宮大学（栃木県宇都宮市 国立大学法人宇都宮大学）

群馬県
- 群馬大学（群馬県前橋市 国立大学法人群馬大学）

埼玉県
- 埼玉大学（埼玉県さいたま市桜区 国立大学法人埼玉大学）

千葉県
- 千葉大学（千葉県千葉市稲毛区 国立大学法人千葉大学）

東京都
- 東京大学（東京都文京区 指定国立大学法人 国立大学法人東京大学）
- 東京外国語大学（東京都府中市 国立大学法人東京外国語大学）
- 東京学芸大学（東京都小金井市 国立大学法人東京学芸大学）
- 東京農工大学（東京都府中市 国立大学法人東京農工大学）
- 東京藝術大学（東京都台東区 国立大学法人東京芸術大学）
- 東京科学大学（東京都目黒区 指定国立大学法人 国立大学法人東京科学大学）
- 東京海洋大学（東京都港区 国立大学法人東京海洋大学）
- お茶の水女子大学（東京都文京区 国立大学法人お茶の水女子大学）
- 電気通信大学（東京都調布市 国立大学法人電気通信大学）
- 一橋大学（東京都国立市 指定国立大学法人 国立大学法人一橋大学）
- 政策研究大学院大学（東京都港区 国立大学法人政策研究大学院大学）

神奈川県
- 横浜国立大学（神奈川県横浜市保土ケ谷区 国立大学法人横浜国立大学）
- 総合研究大学院大学（神奈川県三浦郡葉山町〈湘南国際村〉国立大学法人総合研究大学院大学）

## 中部
山梨県
- 山梨大学（山梨県甲府市 国立大学法人山梨大学）

長野県
- 信州大学（長野県松本市 国立大学法人信州大学）

新潟県
- 新潟大学（新潟県新潟市西区 国立大学法人新潟大学）
- 長岡技術科学大学（新潟県長岡市 国立大学法人長岡技術科学大学）
- 上越教育大学（新潟県上越市 国立大学法人上越教育大学）

岐阜県
- 岐阜大学（岐阜県岐阜市 国立大学法人東海国立大学機構）

静岡県
- 静岡大学（静岡県静岡市駿河区 国立大学法人静岡大学）
- 浜松医科大学（静岡県浜松市中央区 国立大学法人浜松医科大学）

愛知県
- 名古屋大学（愛知県名古屋市千種区 指定国立大学法人 国立大学法人東海国立大学機構）
- 愛知教育大学（愛知県刈谷市 国立大学法人愛知教育大学）
- 名古屋工業大学（愛知県名古屋市昭和区 国立大学法人名古屋工業大学）
- 豊橋技術科学大学（愛知県豊橋市 国立大学法人豊橋技術科学大学）

富山県
- 富山大学（富山県富山市 国立大学法人富山大学）

石川県
- 金沢大学（石川県金沢市 国立大学法人金沢大学）
- 北陸先端科学技術大学院大学（石川県能美市 国立大学法人北陸先端科学技術大学院大学）

福井県
- 福井大学（福井県福井市 国立大学法人福井大学）

三重県
- 三重大学（三重県津市 国立大学法人三重大学）

## 近畿
滋賀県
- 滋賀大学（滋賀県彦根市 国立大学法人滋賀大学）
- 滋賀医科大学（滋賀県大津市 国立大学法人滋賀医科大学）

京都府
- 京都大学（京都府京都市左京区 指定国立大学法人 国立大学法人京都大学）
- 京都教育大学（京都府京都市伏見区 国立大学法人京都教育大学）
- 京都工芸繊維大学（京都府京都市左京区 国立大学法人京都工芸繊維大学）

大阪府
- 大阪大学（大阪府吹田市 指定国立大学法人 国立大学法人大阪大学）
- 大阪教育大学（大阪府柏原市 国立大学法人大阪教育大学）

兵庫県
- 兵庫教育大学（兵庫県加東市 国立大学法人兵庫教育大学）
- 神戸大学（兵庫県神戸市灘区 国立大学法人神戸大学）

奈良県
- 奈良教育大学（奈良県奈良市 国立大学法人奈良国立大学機構）
- 奈良女子大学（奈良県奈良市 国立大学法人奈良国立大学機構）
- 奈良先端科学技術大学院大学（奈良県生駒市 国立大学法人奈良先端科学技術大学院大学）

和歌山県
- 和歌山大学（和歌山県和歌山市 国立大学法人和歌山大学）

## 中国
鳥取県
- 鳥取大学（鳥取県鳥取市 国立大学法人鳥取大学）

島根県
- 島根大学（島根県松江市 国立大学法人島根大学）

岡山県
- 岡山大学（岡山県岡山市北区 国立大学法人岡山大学）

広島県
- 広島大学（広島県東広島市 国立大学法人広島大学）

山口県
- 山口大学（山口県山口市 国立大学法人山口大学）

## 四国
徳島県
- 徳島大学（徳島県徳島市 国立大学法人徳島大学）
- 鳴門教育大学（徳島県鳴門市 国立大学法人鳴門教育大学）

香川県
- 香川大学（香川県高松市 国立大学法人香川大学）

愛媛県
- 愛媛大学（愛媛県松山市 国立大学法人愛媛大学）

高知県
- 高知大学（高知県高知市 国立大学法人高知大学）

## 九州・沖縄
福岡県
- 九州大学（福岡県福岡市西区 指定国立大学法人 国立大学法人九州大学）
- 九州工業大学（福岡県北九州市戸畑区 国立大学法人九州工業大学）
- 福岡教育大学（福岡県宗像市 国立大学法人福岡教育大学）

佐賀県
- 佐賀大学（佐賀県佐賀市 国立大学法人佐賀大学）

長崎県
- 長崎大学（長崎県長崎市 国立大学法人長崎大学）

熊本県
- 熊本大学（熊本県熊本市中央区 国立大学法人熊本大学）

大分県
- 大分大学（大分県大分市 国立大学法人大分大学）

宮崎県
- 宮崎大学（宮崎県宮崎市 国立大学法人宮崎大学）

鹿児島県
- 鹿児島大学（鹿児島県鹿児島市 国立大学法人鹿児島大学）
- 鹿屋体育大学（鹿児島県鹿屋市 国立大学法人鹿屋体育大学）

沖縄県
- 琉球大学（沖縄県中頭郡西原町 国立大学法人琉球大学）

## 旧外地
- 京城帝国大学 - 現在のソウル大学校の前身。韓国が日本統治時代に日本の帝国大学の一つとして設立されていた。
- 台北帝国大学 - 現在の国立台湾大学の前身。台湾が日本統治時代に日本の帝国大学の一つとして設立されていた。
- 旅順工科大学 - 現在の大連理工大学の前身。関東州を租借経営中に日本の官立大学の一つとして設立されていた。